# Tessitura
Italský hudební výraz tessitura, který ve zpěvu označuje přirozenou polohu hlasu. Je to ta část hlasového rozsahu, který lze použít pro hudební vyjádření.

## Charakteristika
Tessitura je oblast hlasové polohy v menším rozsahu, než jaký je fyzicky možný maximální hlasový rozsah zpěváka. Rozumí se jím ty tóny, které zpěvák může zpívat trvale, a přitom s krásným zvukem a barvou požadovanou pro daný part a při potřebné dynamice (hlasitosti), aniž by při tom fyzicky trpěl.
Pro mnoho zpěváků začíná tessitura asi o kvintu výše než nejnižší fyzicky možný tón a končí asi o kvintu níže než nejvyšší možný tón. Existuje však také mnoho případů, které se od tohoto pravidla odchylují, zejména v extrémních rejstřících, jako jsou hlasy s píšťalovým rejstříkem nebo nízké basy.
V klasifikaci operních partů se tento termín vztahuje také na hlasový rozsah potřebný pro daný part nebo na střední rejstřík partu, který je pro zvládnutí partu důležitější než jen občasné zazpívání nejvyšších tónů.